# Anna Stańczykowska

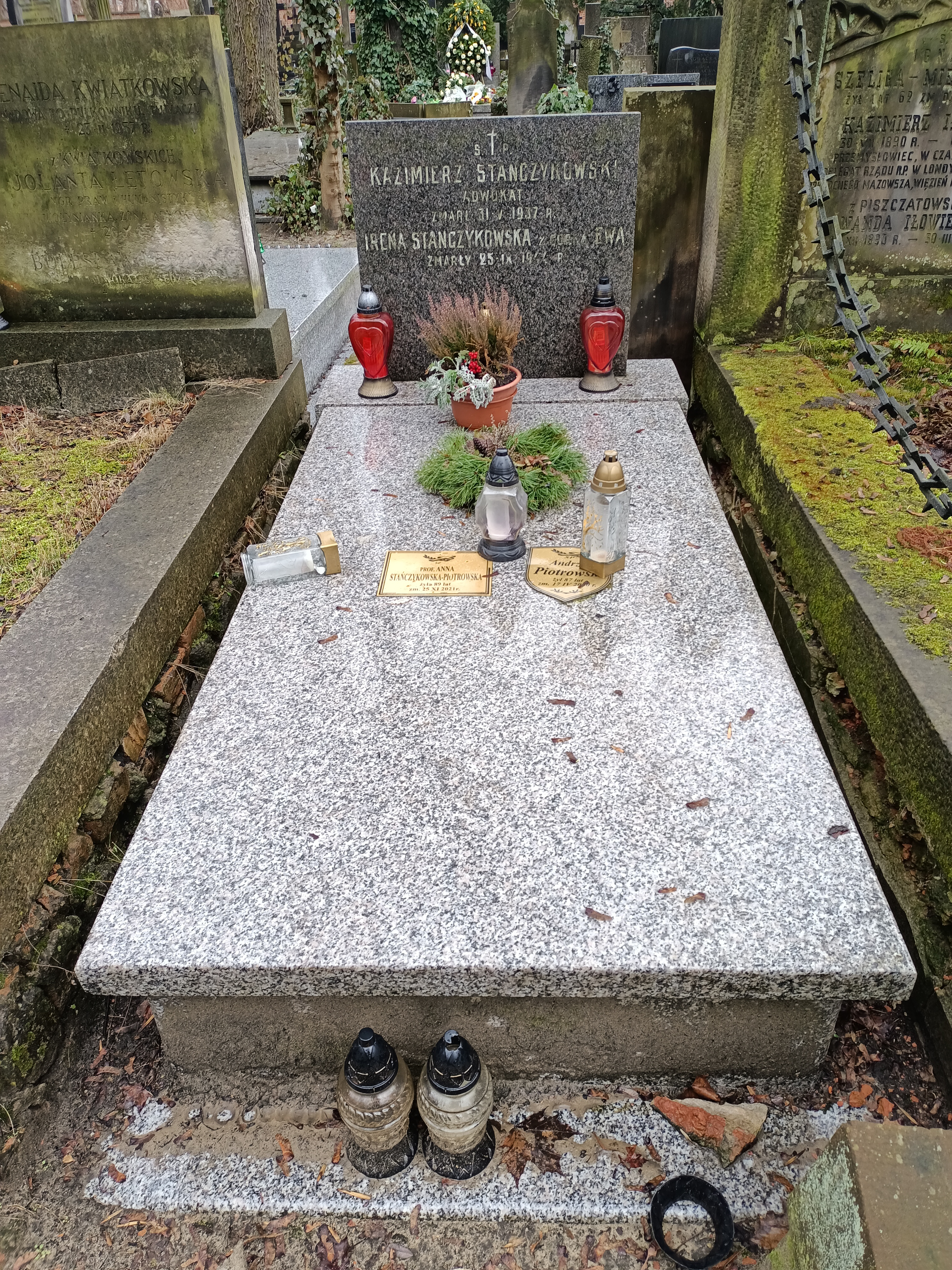
Grób Anny Stańczykowskiej-Piotrowskiej na cmentarzu Powązkowskim w Warszawie

Anna Maria Stańczykowska-Piotrowska (ur. 24 września 1932 w Warszawie, zm. 24 listopada 2021) – polska hydrobiolożka, specjalistka w zakresie ekologii wodnych bezkręgowców.

## Życie prywatne
Córka Ireny Stańczykowskiej z Kamlerów i Kazimierza Stańczykowskiego, adwokata, który zmarł w 1937. Wychowywała się na warszawskim Mokotowie. Na czas kampanii wrześniowej jej rodzina uciekła z Warszawy na Lubelszczyznę. Konsekwencją tego była ciężka choroba (zapalenie kości i szpiku) i kilkuletnia rehabilitacja. W czasie okupacji jej matka prowadziła działalność konspiracyjną w Warszawie, a zginęła w czasie pacyfikacji powstania warszawskiego wraz z drugą córką – Ewą. Anna przeżyła, ale od tego czasu cierpiała na klaustrofobię. Po powrocie z wypędzenia po powstaniu w roku 1945 rozpoczęła naukę w ówczesnym Liceum im. Tadeusza Reytana, a następnie, jednocześnie przechodząc kolejne operacje i rehabilitacje, w Liceum im. Narcyzy Żmichowskiej, gdzie zdała maturę. Miała męża – Andrzeja Piotrowskiego.

## Kariera naukowa
Absolwentka Wydziału Biologii i Nauk o Ziemi Uniwersytetu Warszawskiego, gdzie otrzymała tytuł magisterski w roku 1956 i stopień doktorski w 1964. Od ukończenia studiów pracowała w Instytucie Ekologii PAN. Tam uzyskała habilitację w zakresie nauk przyrodniczych w roku 1977. W 1984 równolegle zaczęła pracować w Wyższej Szkole Rolniczo-Pedagogicznej w Siedlcach, która później przekształciła się w Akademię Podlaską, a jeszcze później w Uniwersytet w Siedlcach. W 1986 przestała pracować w IE PAN, a w WSRP z jej inicjatywy utworzono Katedrę Ekologii i Ochrony Środowiska. Na tej uczelni przez wiele lat była kierownikiem katedry, a także dyrektorem Instytutu Biologii. Profesorem nadzwyczajnym została w 1989, a zwyczajnym w 1992. Była członkiem Komitetu Ekologii na Wydziale II – Nauk Biologicznych Polskiej Akademii Nauk.
W pracy naukowej zajmowała się przede wszystkim zoobentosem, w szczególności wodnymi mięczakami. Już jako studentka brała udział w badaniach mięczaków wiślanej łachy „Konfederatka” pod Wyszogrodem organizowanych przez Instytut Rybactwa Śródlądowego. Określana jako jedna z głównych specjalistek w tematyce ekologii racicznicy zmiennej. Wśród prowadzonych przez nią projektów badawczych był grant ministerstwa nauki „Badanie cech historii życia racicznicy zmiennej Dreissena polymorpha Pall” z 2001 roku.
Jej aktywność sprawiła, że siedlecki ośrodek akademicki stał się istotny w polskiej hydrobiologii.
Była autorką lub współautorką około 150 publikacji, w tym 9 książkowych. Wśród nich jako ważne wymieniane są dwie książki edukacyjne Ekologia naszych wód i Zwierzęta bezkręgowe naszych wód. Od 1991 zasiadała w radzie redakcyjnej serii wydawniczej „Fauna Słodkowodna Polski”.
Członkini założycielka Polskiego Towarzystwa Hydrobiologicznego. W okresie 1971–1983 była przewodniczącą jego oddziału w Warszawie. W okresie 1992–2000 była zastępcą prezesa zarządu głównego PTH, a w międzyczasie członkinią komisji rewizyjnej. W 2006 otrzymała członkostwo honorowe Stowarzyszenia Malakologów Polskich.
W 2006 Polskie Towarzystwo Hydrobiologiczne przyznało jej Medal imienia Alfreda Lityńskiego.
W 2003 ekolodzy z Akademii Podlaskiej ustanowili Medal Mazowieckiej Niezapominajki dla osób i instytucji zaangażowanych w ochronę przyrody. Anna Stańczykowska przez kilka lat była przewodniczącą jego kapituły. Od 2010 kontynuacją nagrody jest Medal Polskiej Niezapominajki, a Anna Stańczykowska została honorową przewodniczącą kapituły.
Została pochowana na cmentarzu Powązkowskim w Warszawie (kwatera 198, rząd 2, miejsce 23).